# Mikraot Gedolot

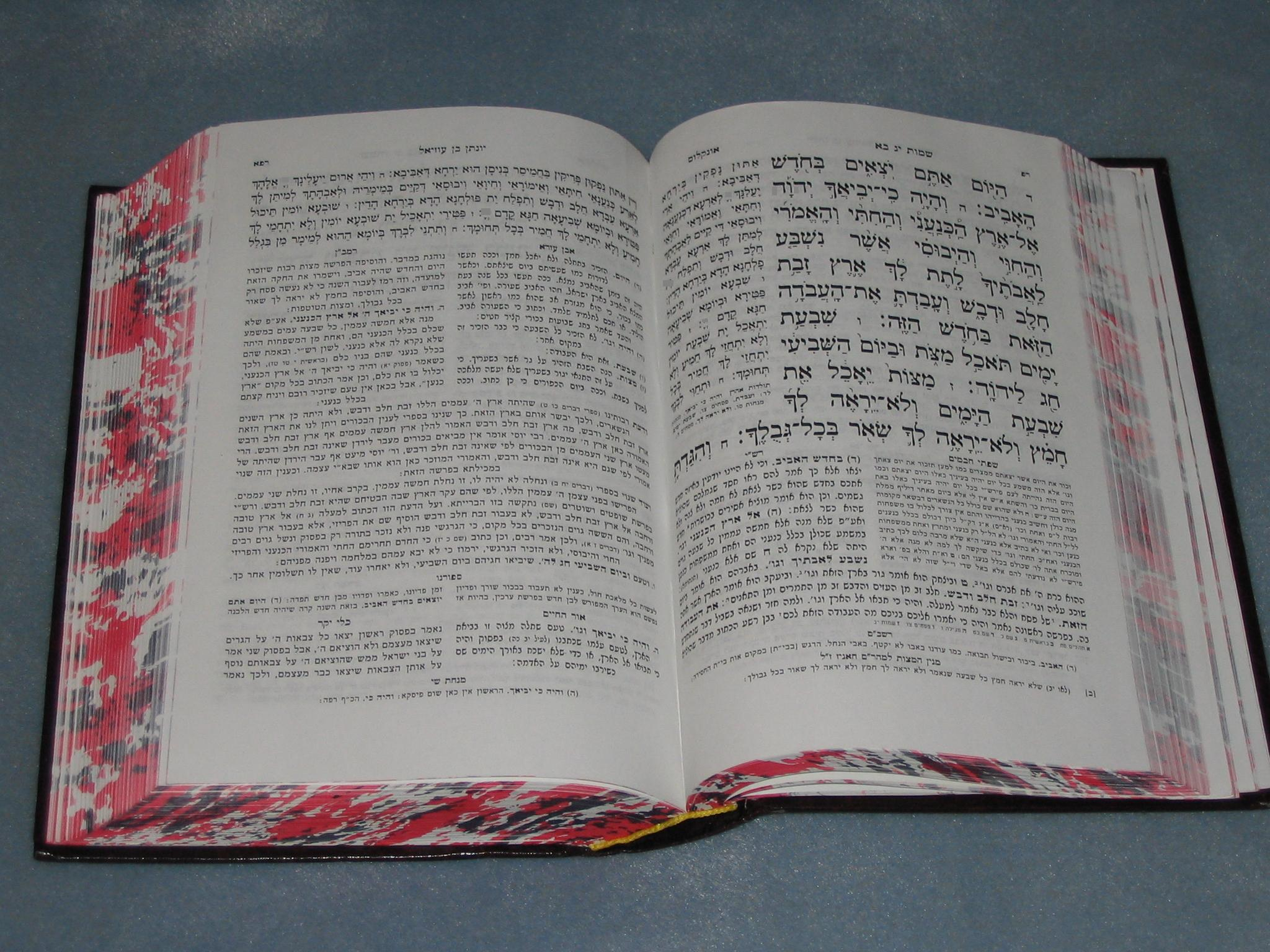
Pagina di un Chumash di Mikraot Gedolot moderno.

Il Mikraot Gedolot o Mikraot Ghedolot (ebraico: מקראות גדולות) "Grandi Scritture", spesso chiamata la "Bibbia Rabbinica" in italiano e "Rabbinic Bible" in inglese, è un'edizione del Tanakh (in ebraico) che generalmente include quattro elementi distinti:
- Il testo biblico secondo la masorah con le sue lettere, vocalizzazioni e segni di cantillazione.
- Note masoretiche sul testo biblico.
- Targum aramaico.
- Commentario biblico (i più comuni e preminenti sono quelli medievali nella tradizione peshat).

Numerose edizioni del Mikraot Gedolot sono state pubblicate e continuano ad esserlo tutt'oggi.

## Commentari
Oltre al Targum Onkelos e al commentario del Rashi – che sono i commentari standard della Bibbia ebraica – il Mikraot Gedolot tipicamente include i commentari di:
- Targum Jonathan (per la Torah, lo Pseudo-Jonathan)
- Rashbam[2]
- Abraham ibn ‛Ezra
- David Kimhi (Rada"k)
- Nachmanide
- Gersonide
- Obadiah ben Jacob Sforno
- Shabbethai Bass (Siftei Chakhamim)